# دنیل اسپیلمن
دنیل اسپیلمن (انگلیسی: Daniel Spielman؛ زادهٔ march ۱۹۷۰ (۵۵ سال)) از سال ۲۰۰۶ استاد ریاضیات کاربردی و علوم رایانه در دانشگاه ییل و از سال ۲۰۱۸ پروفسور استرلینگ علوم رایانه است. او همچنین مدیر مشترک مؤسسه علوم شبکه ییل از زمان تأسیس آن و رئیس بخش تازه تأسیس آمار و علوم داده‌ها است.
وی همچنین برندهٔ جوایزی همچون جایزه گودل و جایزه متن‌باز اورایلی شده‌است.

## تحصیلات
دنیل اسپیلمن در مدرسه فیلادلفیا و مدرسه فرندز جرمن‌تاون تحصیل کرد. او مدرک کارشناسی خود را در رشته ریاضیات و علوم رایانه از دانشگاه ییل در سال ۱۹۹۲ و دکترا در ریاضیات کاربردی از مؤسسه فناوری ماساچوست در سال ۱۹۹۵ دریافت کرد (پایان‌نامه او "کدهای تصحیح خطای محاسباتی کارآمد و اثبات هولوگرافیک" نام داشت). او از سال ۱۹۹۶ تا ۲۰۰۵ در بخش ریاضیات مؤسسه فناوری ماساچوست تدریس کرد.

## جوایز
اسپیلمن و همکارش شانگ-هوآ تنگ به طور مشترک دو بار برنده جایزه گودل شده‌اند: در سال ۲۰۰۸ برای تحقیقاتشان بر روی تحلیل هموار الگوریتم‌ها و در سال ۲۰۱۵ برای تحقیقاتشان بر روی حل‌کننده‌های لاپلاسی تقریباً خطی.